# Augsburg Hauptbahnhof
Augsburg Hauptbahnhof (magyar nyelven: Augsburg főpályaudvar) Augsburg legnagyobb vasútállomása, egyike Németország legnagyobb vasúti pályaudvarainak. Az állomás 12 vágányos. A német vasútállomás kategória második osztályába tartozik.

## Vasútvonalak
- Augsburg–Lindau (KBS 971)
- Augsburg–München (KBS 980)
- Augsburg–Ulm (KBS 980)
- Augsburg–Nürnberg (KBS 982)
- Paartalbahn (KBS 983)
- Staudenbahn (KBS 984)
- Ammerseebahn (KBS 985)
- Lechfeldbahn (KBS 986)
- Augsburg–Bad Wörishofen (KBS 987)

## Járatok

### Távolsági járatok
A pályaudvarról számos ICE motorvonat indul Németország nagyvárosaiba, Hamburgba, Berlinbe, Stuttgartba, Frankfurtba. Nemzetközi vonatok közlekedik Párizsba és Amszterdamba, Grazba, Linzbe. 
| Járat                    | Útvonal | Járatszám        |
| ------------------------ | --- | ---------------- |
| ICE 11                   | Berlin – Hildesheim – Kassel-Wilhelmshöhe – Frankfurt am Main – Mannheim – Stuttgart – Augsburg – München                                                     | kétóránként      |
| ICE 25                   | Hamburg – Hannover – Kassel-Wilhelmshöhe – Fulda – Würzburg – Nürnberg – Augsburg – München                                                                   | egy vonat        |
| ICE 28                   | Hamburg – Berlin – Lipcse – Nürnberg – Augsburg – München | kétóránként      |
| ICE 42                   | (Hamburg – Bremen –) Dortmund – Köln – Frankfurt am Main – Mannheim – Stuttgart – Augsburg – München                                                          | kétóránként      |
| TGV/ICE 83               | (München – Augsburg –) Stuttgart – Karlsruhe – Strasbourg – Paris Est                                                                                         | egy vonat        |
| IC 26                    | (Ostseebad Binz –) Stralsund – Rostock – Hamburg – Hannover – Kassel-Wilhelmshöhe – Fulda – Frankfurt am Main – Heidelberg – Karlsruhe (– Augsburg – München) | egy vonat        |
| IC 28                    | Nürnberg – Augsburg – München | egy vonat        |
| IC 32                    | Dortmund – Essen – Duisburg – Düsseldorf – Köln – Bonn – Frankfurt am Main – Mannheim – Heidelberg – Stuttgart (– Augsburg – München)                         | egy vonat        |
| IC 60                    | Karlsruhe – Stuttgart – Augsburg – München | kétóránként      |
| IC 62                    | Frankfurt am Main – Stuttgart – Augsburg – München – Salzburg                                                                                                 | kétóránként      |
| EC 112/113               | (Siegen − Gießen −) Frankfurt am Main – Stuttgart – Augsburg – München – Salzburg – Klagenfurt                                                                | egy vonat        |
| EC 114                   | Klagenfurt – Salzburg – München – Augsburg – Stuttgart – Mannheim – Mainz – Düsseldorf – Essen – Dortmund                                                     | egy vonat        |
| EC 115                   | Münster (Westfalen) – Düsseldorf – Köln – Mainz – Mannheim – Stuttgart – Augsburg – München – Salzburg – Klagenfurt                                           | egy vonat        |
| EC 117                   | Frankfurt am Main – Stuttgart – Augsburg – München – Salzburg – Klagenfurt                                                                                    | egy vonat        |
| EC 316/317               | Saarbrücken – Mannheim – Stuttgart – Augsburg – München – Salzburg – Graz                                                                                     | egy vonat        |
| EC 318/319               | Frankfurt am Main – Heidelberg – Stuttgart – Augsburg – München – Salzburg – Graz                                                                             | egy vonat        |
| EC 360/361               | München – Augsburg – Stuttgart – Karlsruhe – Kehl – Strasbourg                                                                                                | egy vonat        |
| EC 390/391               | Frankfurt am Main – Heidelberg – Stuttgart – Augsburg – München – Salzburg – Linz                                                                             | egy vonat        |
| EN40414/40237            | Stuttgart – Augsburg – München – Salzburg – Villach – Ljubljana – Dobova – Zágráb                                                                             | egy vonat        |
| EN50462/50237Kálmán Imre | Stuttgart – Augsburg – München – Salzburg – Linz – Bécs – Hegyeshalom – Győr – Budapest-Keleti                                                                | egy vonat        |
| EN60480/60237            | Stuttgart – Augsburg – München – Salzburg – Villach – Ljubljana – Fiume                                                                                       | Nyáron egy vonat |
| NJ236/NJ237              | Stuttgart – Augsburg – München – Salzburg – Villach - Venezia Santa Lucia                                                                                     | egy vonat        |
| CNL Capella              | München – Augsburg – Potsdam – Berlin | egy vonatpár     |
| CNL Cassiopeia           | (Innsbruck –) München – Augsburg – Stuttgart – Saarbrücken – Metz – Paris Est                                                                                 | egy vonatpár     |
| CNL Pollux               | (Innsbruck –) München – Augsburg – Stuttgart – Köln – Düsseldorf – Amsterdam Centraal                                                                         | egy vonatpár     |
| CNL Pyxis                | München – Augsburg – Hannover – Bremen – Hamburg | egy vonatpár     |

### Regionális járatok
| Járat | Útvonal |
| ----- | --- |
| RE    | München Hbf – Augsburg-Hochzoll – Augsburg Hbf – Augsburg-Oberhausen – Donauwörth |
| RE    | München Hbf – Augsburg-Hochzoll – Augsburg Hbf (– Augsburg-Oberhausen – Ulm Hbf) |
| RE    | Nürnberg Hbf – Augsburg Hbf – Immenstadt – Oberstdorf illetve Lindau Hbf (Allgäu-Franken-Express)                                                                                            |
| RE    | Augsburg Hbf – Augsburg-Oberhausen – Treuchtlingen – Nürnberg Hbf |
| RE    | Augsburg Hbf – Memmingen – Lindau Hbf |
| RE    | Augsburg Hbf – Füssen |
| RB 1  | Augsburg Hbf – Augsburg Haunstetter Straße – Augsburg-Hochzoll – Kissing – Mering – Althegnenberg – Haspelmoor – Mammendorf (teilweise MVV-Tarif)                                            |
| RB 2  | Augsburg Hbf – Augsburg Haunstetter Straße – Augsburg-Hochzoll – Friedberg – Dasing – Obergriesbach – Aichach – Radersdorf                                                                   |
| RB 4  | Augsburg Hbf – Augsburg-Oberhausen – Gersthofen – Gablingen – Langweid am Lech – Herbertshofen – Meitingen – Westendorf – Nordendorf – Mertingen – Bäumenheim – Donauwörth – Otting-Weilheim |
| RB 6  | Augsburg Hbf – Augsburg-Oberhausen – Neusäß – Westheim – Diedorf – Gessertshausen – Kutzenhausen – Dinkelscherben                                                                            |
| RB 7  | Augsburg Hbf – Augsburg Morellstraße – Augsburg Messe – Augsburg-Inningen – Bobingen – Schwabmünchen                                                                                         |
| RB 8  | Augsburg Hbf – Augsburg Morellstraße – Augsburg Messe – Augsburg-Inningen – Bobingen – Oberottmarshausen – Lagerlechfeld – Klosterlechfeld                                                   |
| RB 11 | Augsburg-Oberhausen – Augsburg Hbf – Augsburg Haunstetter Straße – Augsburg-Hochzoll – Kissing – Mering – Merching – Schmiechen                                                              |

## Áruforgalom

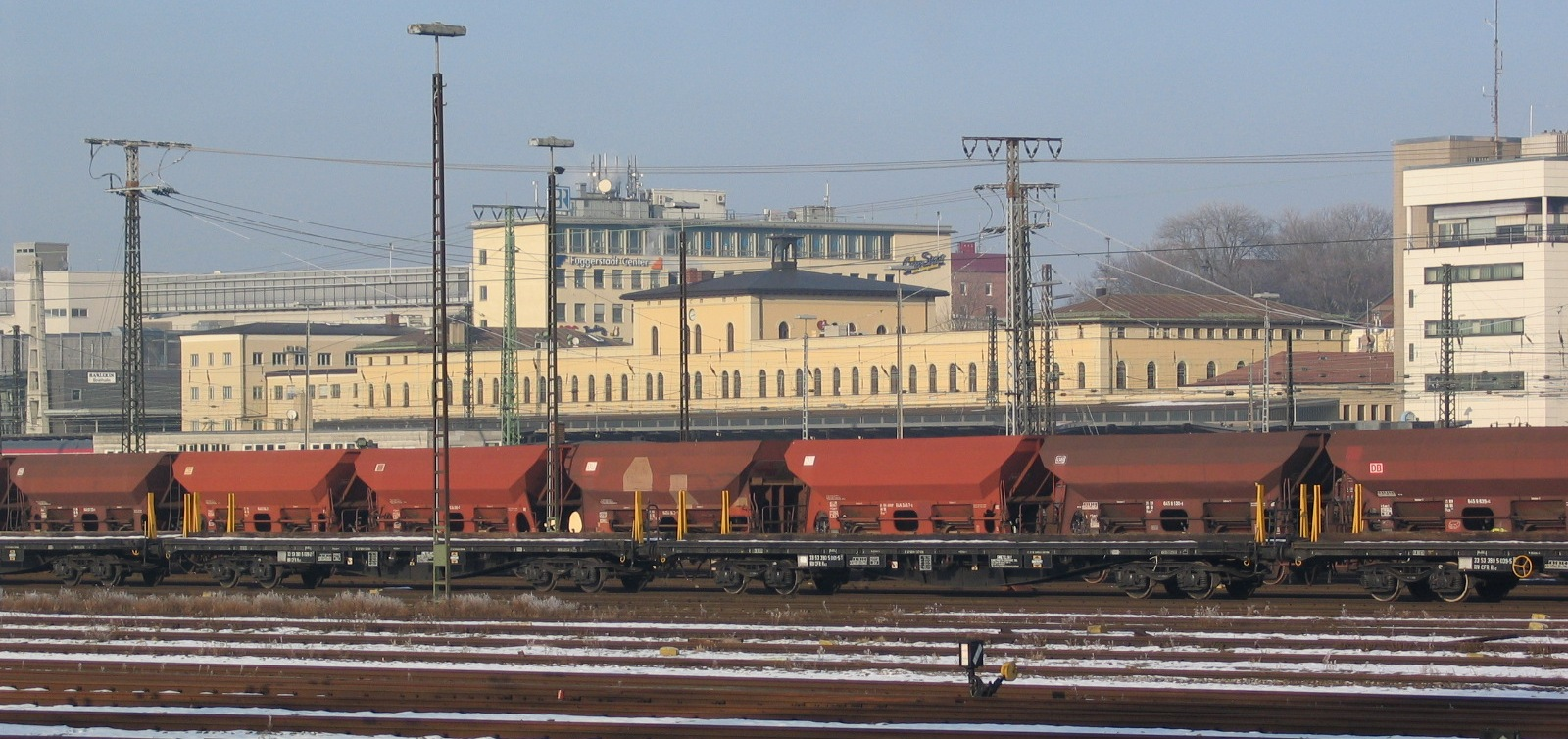
A főpályaudvar nyugati irányból: előtérben a rendezőpályaudvar, a régi épület jobb oldalán a jelzőállomás

A személypályaudvartól nyugatra található az augsburgi rendezőpályaudvar, amelynek nagy része már lebontásra került, és három részre oszlik. A déli rendezőpályaudvar a Morellstraße pályaudvartól indul és a lejtőig terjed. A középső rész a vágánylírából és a keleti mellék- és rakodóvágányokból áll. Ehhez csatlakozik az északi rendezőpályaudvar, amely a vágányokat visszavezeti a fővonalra.
A rendezőpályaudvar ma már csak a helyi árufuvarozási forgalom kiszolgálására (az Augsburger Localbahn-nal együtt) vagy kocsik és mozdonyok tárolására szolgál. Ezenkívül pályaépítő járműveket is ott állomásoztattak. A főpályaudvartól délkeletre, a Morellstraße és a Haunstetterstraße között található mellék- és rakodóvágányokat részben úgy bontották le, hogy a tehervonatok áthaladása körülbelül háromóránkéntre korlátozódott. A teherkocsik forgalmának e hatalmas visszaesésének oka a kocsik átrakásának áthelyezése Nürnberg Rbf és München Nord Rbf állomásokra.
A DB Netz augsburgi vezetője, Axel Boss kijelentése, miszerint a jövőben a teherforgalom a pályaudvar közepén található 5. és 7. vágányon 80 km/h sebességgel haladhat majd, jelentős kritikát váltott ki. A intézkedés kritikusai továbbra is a teherforgalom áthelyezését támogatják a személyszállító peronoktól nyugatra fekvő vágányhálózatra, elsősorban azért, mert a közeljövőben a teherforgalom növekedésével, akár tizenkét tehervonat/óránkénti áthaladásával kell számolni, ami jelentősen csökkenti az állomáson tartózkodás kényelmét, és nem terveznek zajvédelmi intézkedéseket a peronon várakozó utasok védelmére. Ez a megoldás azért is problémás, mert a peronok közelgő felújítását és az állomás hatodik peronjával történő bővítését a regionális személyszállítási támogatásokból finanszírozzák. A kritikusok ezért azzal vádolják a vasúttársaságot, hogy a pályaudvar bővítése felesleges lenne, ha az 5. és 7. vágány továbbra is személyszállításra használható lenne, és így a teherforgalom támogatása a regionális tömegközlekedés rovására történik.

## Képgaléria

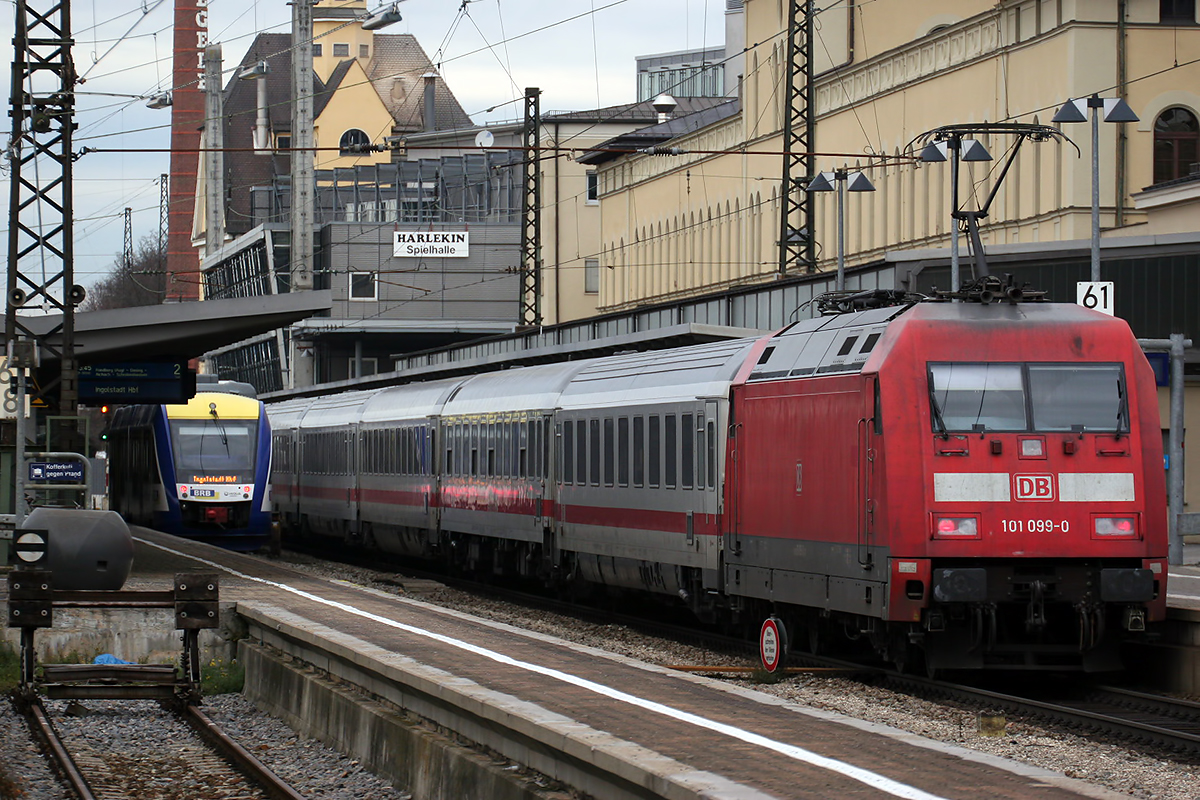
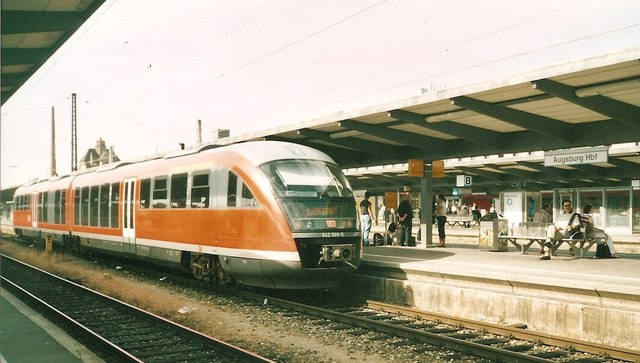
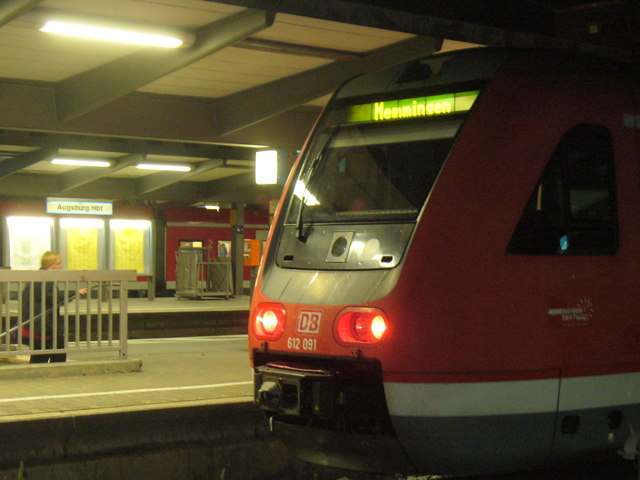
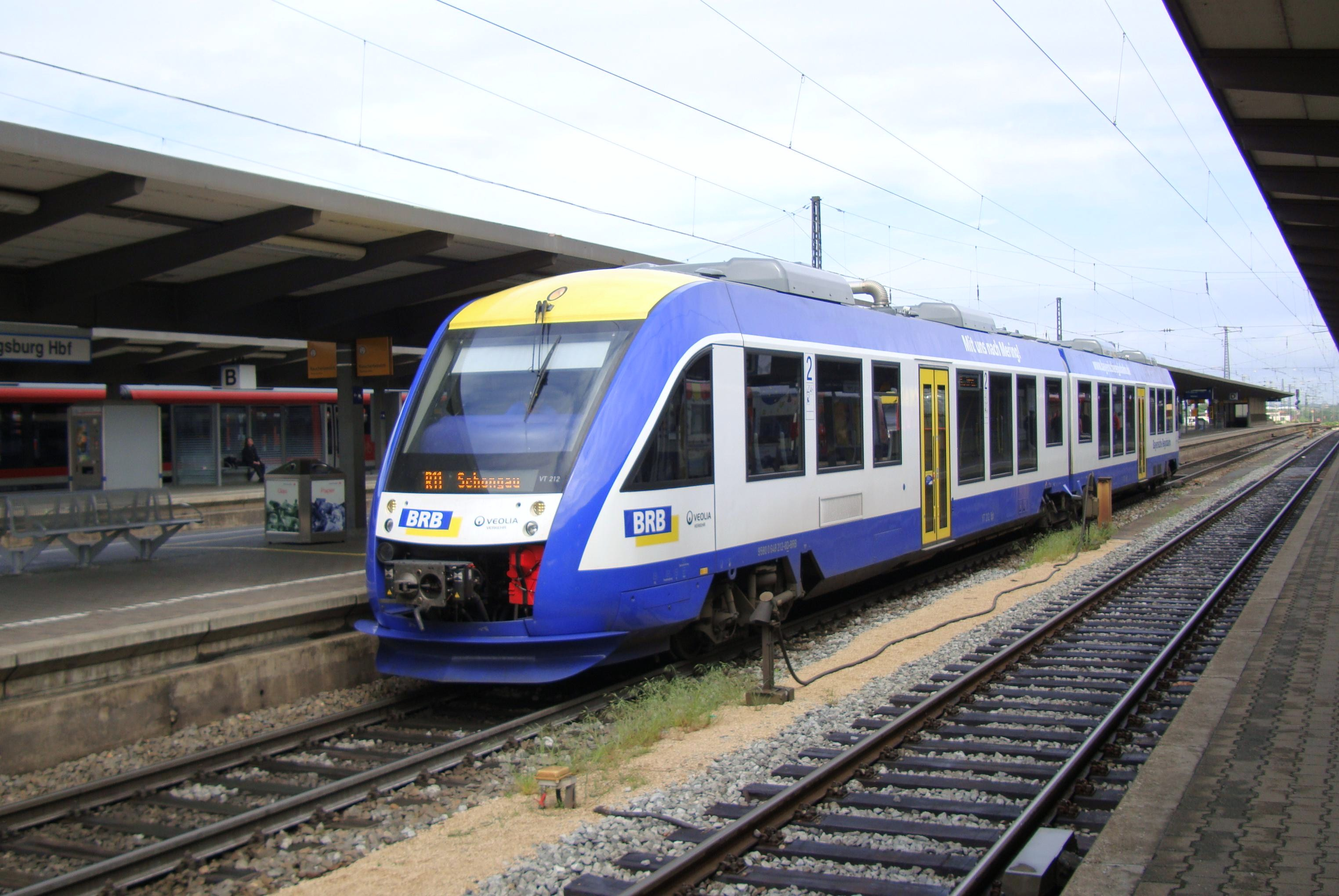
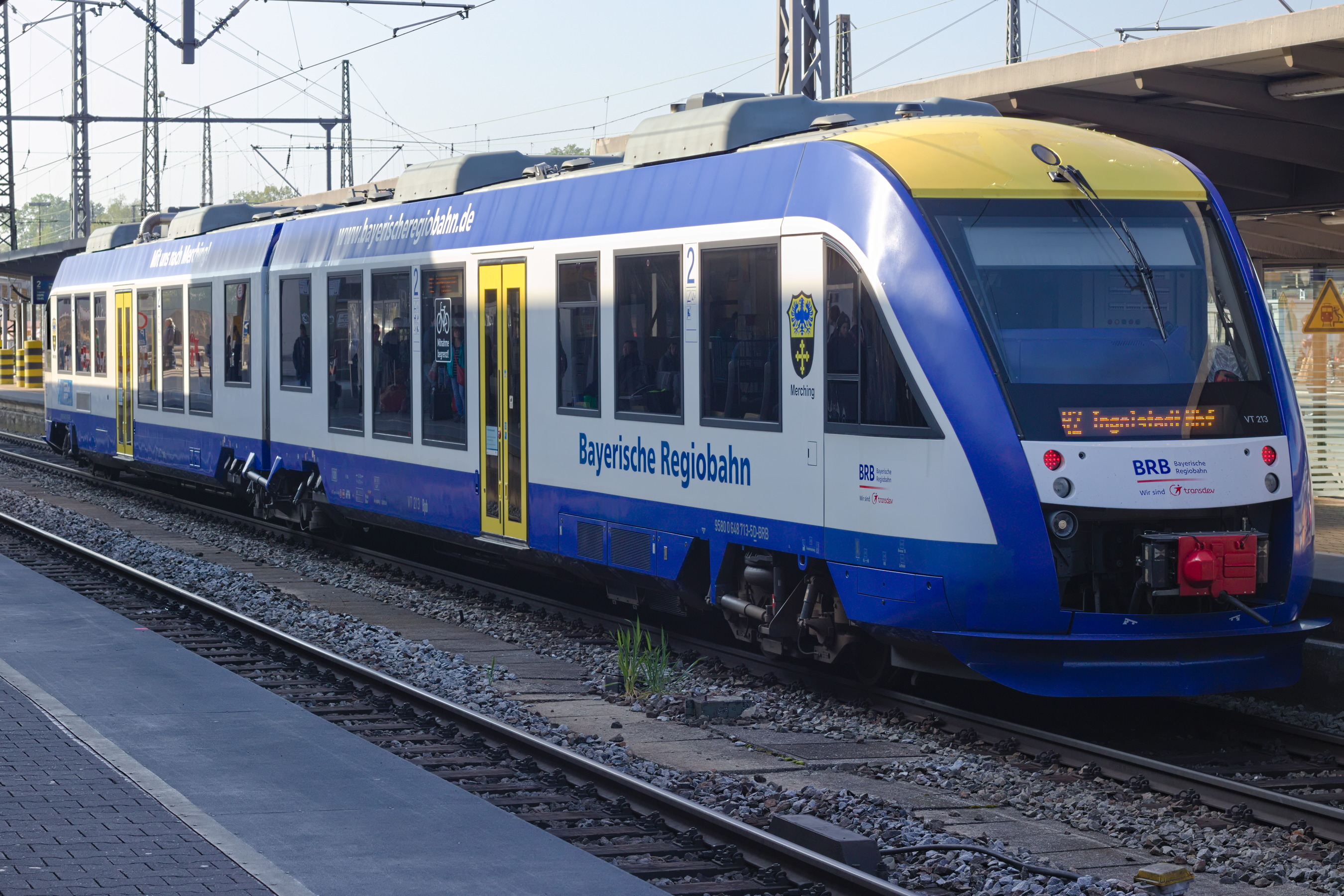
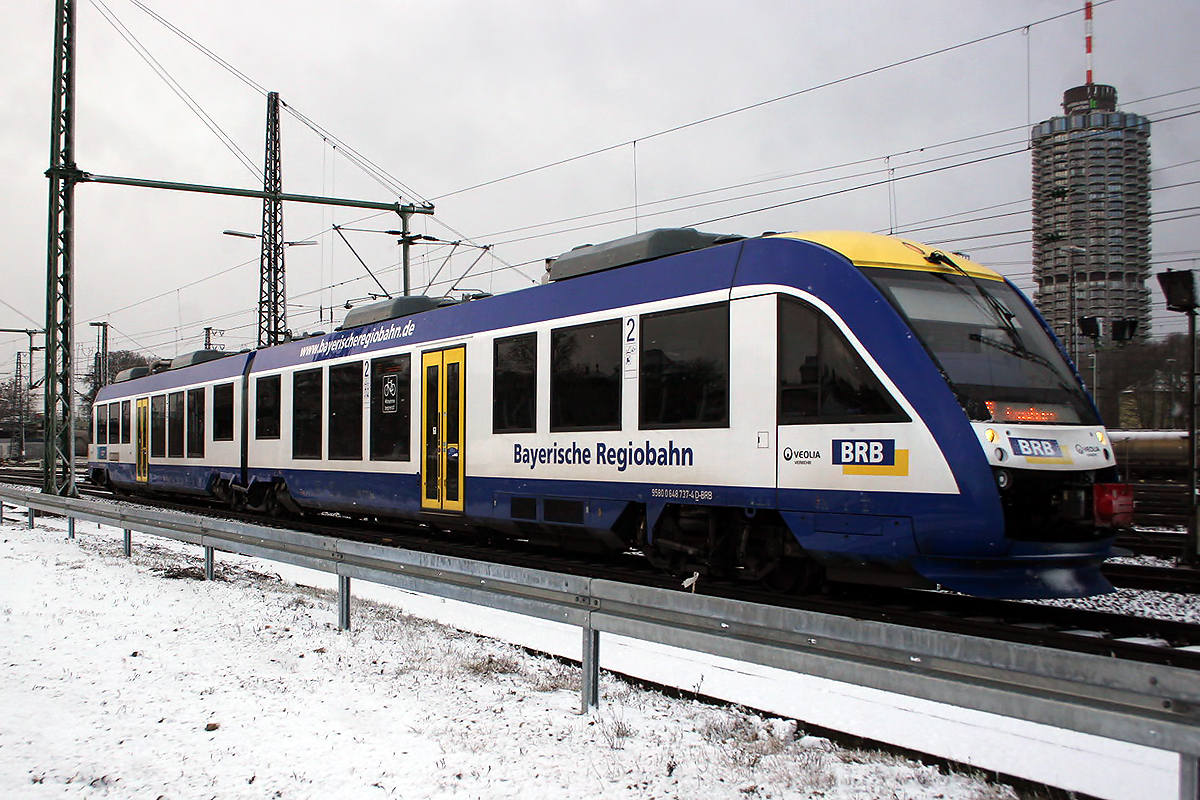
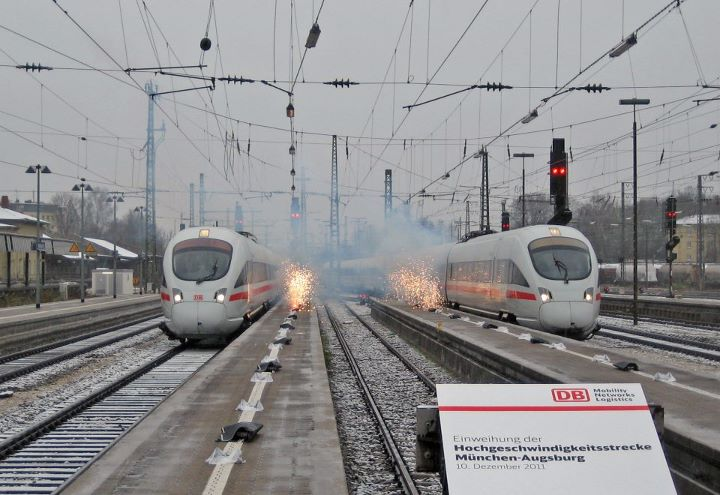
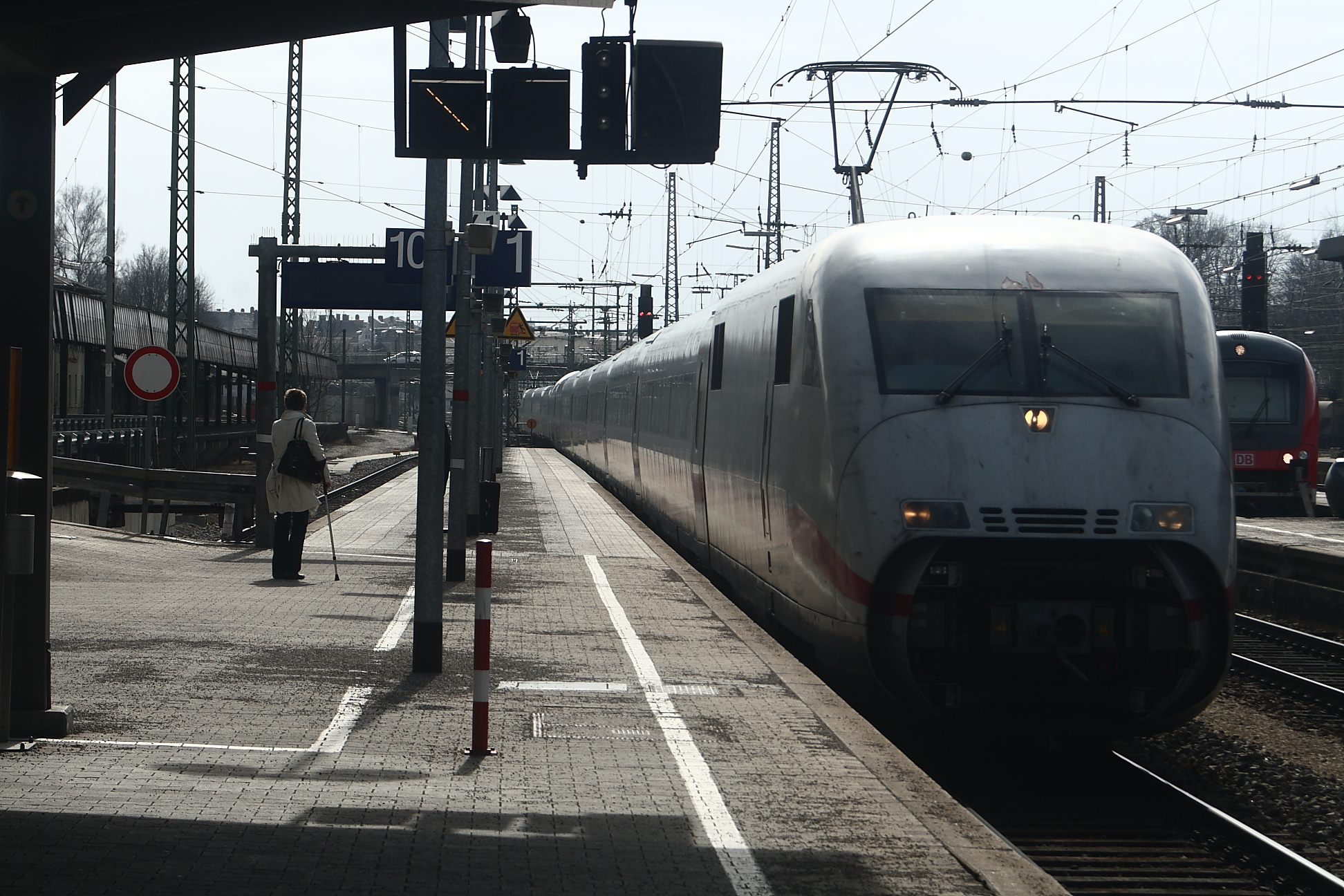